# Kreidewagen

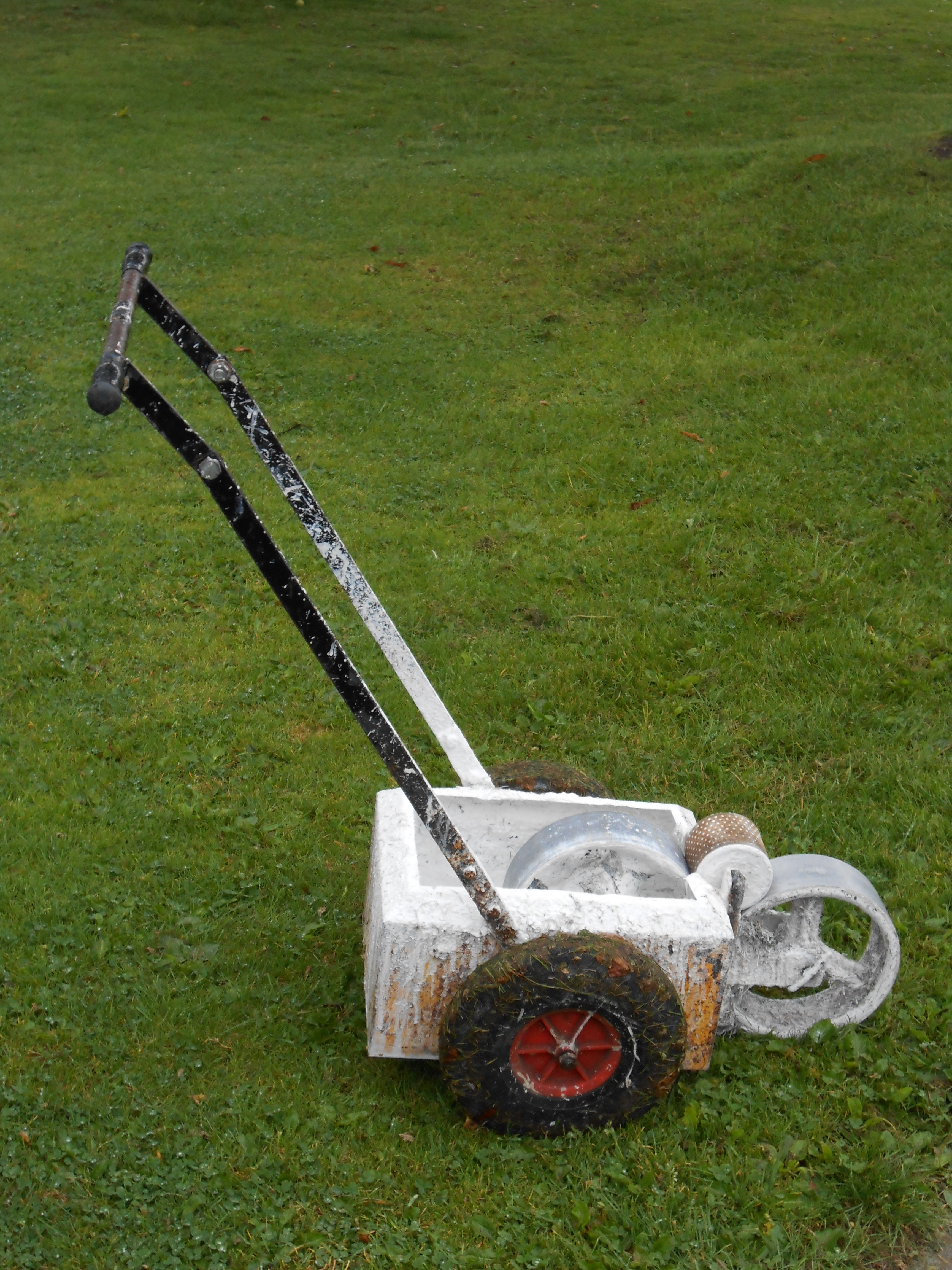
Kreidewagen

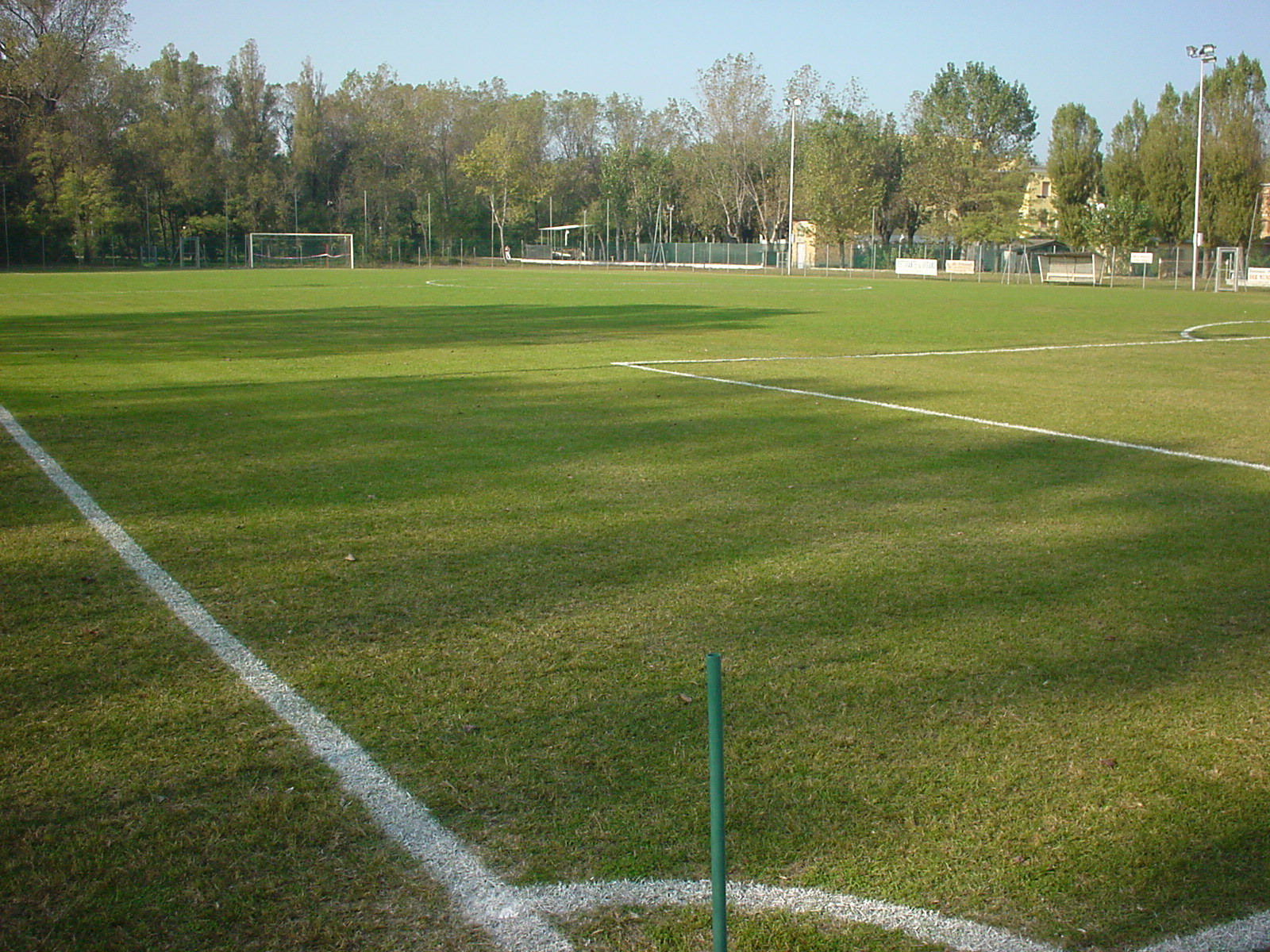
Kreidelinien auf einem Fußballplatz

Ein Kreidewagen ist ein Markierungsgerät zur Herstellung von Linierungen auf Sportflächen, beispielsweise auf Fußball- und Hockey-Plätzen. Das i. d. R. vom Platzwart von Hand geschobene Wägelchen krümelt über eine sich drehende Bürste Kreidepulver aus einem Vorratsbehälter auf den Boden (Hartplatz/Rasenplatz), sodass durch das Voranschieben eine Linie oder Kreis entsteht.